# Metamorfosi (opera teatrale)
Metamorfosi (in inglese: Metamorphoses) è un'opera teatrale della drammaturga statunitense Mary Zimmerman, andata in scena in prima assoluta a Chicago nel 1998. La pièce, un adattamento teatrale delle Metamorfosi di Ovidio, ha vinto l'Obie Award, il Drama League Award ed il Drama Desk Award al suo debutto a New York, oltre ad essere stata candidata al Tony Award alla migliore opera teatrale nel 2003.

## Trama
La pièce si compone di undici miti che si intrecciano l'uno con l'altro:
Cosmogonia
Radunati intorno a una piscina, tre personaggi discuto sulla nascita e creazione del mondo. La signora nell'acqua, lo scienziato e Zeus narrato diverse ipotesi sulla creazione del mondo, senza però riuscire a stabilire se tutto sia nato dal caos primordiale casualmente o secondo un progetto divino.
Mida
Tre lavandaie raccontano il mito di Mida mentre lavano i panni nella piscina. Mida era un sovrano ricchissimo che viene mostrato rimproverare la figlioletta per le continue interruzioni mentre parla al pubblico di quanto la famiglia significhi per lui; mentre parla Sileno barcolla ubriaco sul palco, Mida lo accoglie e decide di prendersi cura di lui mentre l'ospite crolla privo di sensi. Bacco arriva per recuperare Sileno e concede a Mida di esaudire un qualunque suo desiderio: l'uomo chiede di poter trasformare in oro tutto ciò che tocca e la grazia gli viene accordata. La figlia, inconsapevole del pericolo, si getta tra le braccia del padre e viene trasformata in oro massiccio; Mida, disperato, chiede al dio di sciogliere l'incantesimo, ma Bacco spiega di non poterci fare niente. Racconta però al re di una fonte miracolosa la cui acqua potrà guarire la figlia e Mida parte alla sua ricerca.
Alcione e Ceice
Mentre finiscono di lavare i panni, le tre lavandaie raccontano un altro mito, quello di Alcione e Ceice. Ceice decidere di andare a trovare un oracolo molto lontano e, nonostante le suppliche della moglie spaventata, salpa con i suoi uomini in cerca del mistico. La sua nave però viene affondata da Poseidone e Ceice annega. Il suo corpo viene trasportato dalla onde fino al suo regno lontano, dove Alcione attende speranzosa il suo regno: quando la donna vede il cadavere del marito in mare impazzisce per il dolore e si getta in acqua per unirsi al marito nella morte. Ma Afrodite, commossa dalla tragica storia dei due, li trasforma in uccelli marini, così che possano amarsi tra il cielo e le acque per l'eternità.
Erisittone e Cerere
Erisittone, un tessalo senza religione, abbatte uno degli alberi sacri a Cerere e la dea, oltraggiata, chiede Limós di punire il mortale. La dea della fame acconsente e punisce Erisittone con un appetito insaziabile: l'uomo divora tutto quello che riesce a mangiare, spende tutto il suo oro in cibo e vende la madre per poterne comprare ancora. Poseidone, impietosito dalle suppliche della donna, la trasforma in una bambina per salvarla dal suo acquirente. Stremato ed insaziabile, Erisittone muore divorandosi.
Orfeo ed Euridice
La storia dei due amanti viene raccontato in due modi. Nel primo, ambientato nell'8 D.C., Orfeo ed Euridice si sono appena sposati quando la donna viene morsa da un serpente velenoso e muore. Orfeo viaggia fino all'oltretomba e commuove Ade con una canzone d'amore così struggente da intenerire il dio. Ade gli concede di riportare Euridice tra i vivi, ma alla condizione che Orfeo non si volti mai a guardarla prima di aver lasciato il regno dei morti. Orfeo accetta, ma non sentendo i passi della donna dietro di sé si volta e perde per sempre Eurice, che Ermes riporta nell'ade. Mentre Orfeo rivive questi ultimi istanti fatali scolpiti nella sua memoria, la prospettiva cambia e diviene quella della poesia di Rainer Maria Rilke del 1908. Come nei versi del poeta tedesco, gli inferi hanno indebolito la forza e la memoria di Euridice e quando il marito si volta ed Ermes le dice che deve tornare nell'ade e non potrà più vedere Orfeo la ragazza, perplessa, risponde: "chi?".
Interludio di Narciso
In una scena mimata, Narciso vede il suo riflesso nell'acqua, si innamora di sé stesso e rimane a languire fino alla morte vicino allo specchio d'acqua. L'attore viene quindi sostituito con un narciso.
Pomona e Vertumno
Il timido Vertumno si innamora della bella Pomona, una ninfa dei boschi che ha respinto numerosi spasimanti. Per conquistare la creatura silvana Vertumno prova ogni giorno a sedurla con un travestimento diverso e un giorno le racconta il mito dell'infelice Mirra, che rifiutava l'amore per colpa del suo orgoglio. Capita la lezione, Pomona chiede a Vertumno di togliersi il travestimento e i due si innamorano.
Mirra
Vertumno racconta la storia di Cinira e Mirra. Dopo aver respinto aspramente Afrodite e le sue tentazioni, Mirra viene maledetta dalla dea con una passione incestuosa per il padre. La ragazza prova a controllare il suo desiderio, ma alla fine cede alla tentazione. Con l'aiuto della nutrice, Mirra riesce ad avere rapporti con il padre bendato per due notti di fila ma alla terza Cinira si scopre gli occhi e realizza di aver commesso incesto con la figlia. Sconvolta, tenta di strangolare la ragazza, che fugge senza più tornare.
Fetonte
Durante una seduta di terapia, Fetonte racconta parla del suo rapporto con il padre distante, Apollo. Mentre il terapista commenta clinicamente la vicenda, il ragazzo racconta di essere stato vittima di bullismo a scuola e di essersi recato a trovare il padre dopo un lungo viaggio. Apollo ogni giorno deve guidare il carro del sole attraverso il cielo e si sente in colpa per la negligenza nei confronti del figlio. Per cercare di compensare, Apollo concede a Fetonte di guidare il carro del sole, ma il figlio lo conduce troppo vicino alla terra, che prende fuoco. La scena si conclude con un monologo in cui il terapista spiega la differenza tra mito e sogno.
Amore e Psiche
In un rapido dialogo fatto dalla domande di Q e dalle risposte di A, Amore e Psiche - personaggi muti - mettono in scena la loro storia come narrata dai due personaggi. I due sono condannati a girare bendati finché non scopriranno una dimensione più profonda che permetterà al loro desiderio romantico di trasformarsi in vero amore. Psiche supera la barriera del dubbio, viene trasformata in una dea e può vivere con Amore per sempre.
Filemone e Bauci
Per comprendere meglio il genere umano, Zeus ed Ermes si travestono da mendicanti e girano per la città chiedendo l'elemosina dei passanti. Rifiutati e offesi da tutti, trovano ristoro e generosità nei poveri Filemone e Bauci, che dividono volentieri il poco che hanno. Commossi dalla bontà dell'anziana coppia, gli dei si rivelano a loro e promettono loro di un desiderio ciascuno: Filemone e Bauci chiedono però solo la grazia di morire allo stesso momento, così da non dover mai vivere senza l'altro. Gli dei li trasformano quindi in due alberi dai rami intrecciati, così che la coppia possa stare insieme per sempre.
Mida finalmente trova la pozza miracolosa, si cala nelle sue acque e viene liberato dal dono di Bacco. La figlia, riportata allo stato umano, corre di nuovo tra le braccia del padre e i due possono ora costruire un rapporto più solido e affettuoso.

## Origini

### Fonti
La gran parte dei miti narrati nell'opera teatrale proviene direttamente dalle Metamorfosi di Publio Ovidio Nasone, che la Zimmerman adattò dalla traduzione del classicista e poeta statunitense David R. Slavitt. La favola di Amore e Pische viene invece dalle Metamorfosi (note anche come L'asino d'oro) di Apuleio, un racconto che Mary Zimmerman include proprio a causa della sua grande passione per questo mito in particolare. Un'altra fonte è la poesia di Rainer Maria Rilke Orfeo Euridice Hermes, scritta nel 1907.

### Composizione e stampa
Mary Zimmerman cominciò a lavorare alla pièce nel 1995 e la prima versione dell'opera andò in scena al Theatre and Interpretation Center della Northwestern University di Evanston nel maggio 1996, con il titolo Six Myth. La versione definitiva, rimaneggiata per includere quasi il doppio dei miti rispetto alla produzione precedente, fu prodotta dalla Lookingglass Theatre Company e debuttò all'Ivanhoe Theatre di Chicago il 15 ottobre 1998. Il cast originale comprendeva una giovane Anne Dudek nel ruolo di Afrodite.
Il testo definitivo fu pubblicato dalla Northwestern University Press nel 2002.

## Contesto storico
Tra gli anni ottanta e novanta ci fu un rinnovato interesse in Ovidio nel mondo anglofono, rispecchiato dalle nuove traduzioni ed adattamenti delle sue opere. Nuove traduzioni inglesi delle Metamorfosi furono realizzate da A.D. Melville nel 1986, Allen Mandelbaum (1993), David R. Slavitt (1994), David Michael Hoffman (1994) e James Lasdun (1997). Nel 1997 il poeta laureato Ted Hughes fece pubblicare Tales from Ovid, contenente una selezione di traduzioni a versi liberi delle Metamorfosi. Questo rinnovato interesse per Ovidio appare anche in opere di narrativa come il romanzo di David Malouf An Imaginary Life (1978) e Il mondo estremo di Christoph Ransmayr, pubblicato per la prima volta nel 1988 e tradotto in inglese nel 1990.
L'opera era in scena nell'Off-Broadway di New York quando avvennero gli attacchi terroristici dell'11 settembre 2001 e l'accademica Andrea Nouryeh ha fatto notare che il grande successo dell'opera - tale da portarla poi anche a Broadway - è legato anche al senso di lutto e perdita provato dai cittadini dopo gli attentanti, due tematiche che lo spettatore poteva ritrovare nelle Metamorfosi della Zimmerman.

## Commento
David Rush, professore di inglese e scrittura creativa alla Southern Illinois University Carbondale, ha notato che l'opera della Zimmerman non segue i sette punti che le trame convenzionali solitamente includono: 1) stato di equilibrio 2) rottura dell'equilibrio 3) sorge la domanda centrale 4) azione 5) climax 6) risoluzione 7) nuovo stato di equilibrio. Tuttavia, ciascuno dei singoli episodi segue la struttura suggerita da Rush, che fa l'esempio del mito di Cerere e Erisittone:
1. Stato di equilibrio: Erisittone non crede negli dei né nelle punizioni divine.
2. Rottura dell'equilibrio: Erisittone fa abbattere un albero sacro a Cerere.
3. Sorge la domanda centrale: Cerere punirà l'empio?
4. Azione: Cerere manda un servo alla ricerca di Limós, Erisittone viene posseduto dalla dea della fama e comincia a mangiare.
5. Climax: La fame di Erisittone lo spinge a dilapidare la sua fortuna e vendere la madre per comprare dell'altro cibo.
6. Risoluzione: Quando Erisittone non trova più del cibo da mangiare, Cerere gli porge un vassoio con un coltello e una forchetta; l'uomo comincia a mangiare il proprio corpo.
7. Nuovo stato di equilibrio: Con la punizione dell'empio il ruolo ed il potere degli dei è stato ristabilito e riaffermato.[8]

Lo stesso vale per tutti gli altri racconti della pièce, compreso quello di Mida, che fa da elemento comune a tutta l'opera e con la risoluzione del quale si concludono le Metamorfosi.
Per la qualità mitica ed epica del teso, i personaggi sono più figure archetipiche che veri e propri personaggi con una loro introspezione e sviluppo dinamico o psicologico. La professoressa Miriam Chirico dell'Eastern Connecticut State University ha fatto notare che, del resto, i miti non richiedono lo sviluppo e la creazione di un personaggio plausibile, piuttosto quello di una figura embelmatica che incarna un tratto umano riconoscibile. Il mito di Orfeo ed Euridice viene raccontato due volte, per mettere in luci diversi elementi nelle storie speculari di amore e perdita: la prima versione è narrata dal punto di vista di Orfeo secondo la narrazione di Ovidio, mentre la seconda è dal punto di vista di Euridice secondo l'esempio di Rilke. I due miti, nelle parole della Zimmerman, vengono usati per mostrare come l'arte e la memoria possono fermare e ripetere un'azione, ma mai ricominciare dall'inizio.

## Rappresentazioni e adattamenti
Dopo la prima produzione a Chicago, Mary Zimmerman diresse la sua opera al Second Stage Theatre di New York, dove rimase in cartellone dal 9 ottobre al 21 dicembre 2001. Il testo e la regia dell'autrice attirarono grandi apprezzamenti di critica e pubblico, come anche la scenografia di Daniel Ostling - che comprendeva una grande piscina che occupava quasi tutto lo spazio scenico - e la colonna sonora di Willy Schwartz. La musica svolgeva un ruolo chiave nell'allestimento e veniva usata nei momenti di transizione tra una scena e l'altra, ma anche per sottolineare determinati momenti e suggerire gli aspetti magici: ad esempio il cast usava dei cimbalini a dita nelle scene di Mida, per suggerire che il suolo toccato dai suoi piedi si trasformasse in oro al contatto con la sua persona. L'aria da Così fan tutte "Un'Aura Amarosa" svolge invege un ruolo significativo nella scena di Fedonte ed il suo utilizzo è richiesto dal testo per ogni produzione. Forte delle buone recensioni, Metamorfosi fu trasferito al Circle in the Square Theatre di Broadway, dove rimase in cartellone per quattrocento repliche e tredici anteprime dal 21 febbraio 2002 al 16 febbraio 2003. La produzione fu candidata a tre Tony Award: migliore nuova opera teatrale, miglior regia di un'opera teatrale per Mary Zimmerman e miglior scenografia per Daniel Ostling, ma solo la Zimmerman vinse il premio per la sua direzione della pièce.
Nonostante la difficoltà nel portare in scena un'opera teatrale che richieda la presenza di una piscina, Metamorfosi si è dimostrata una scelta di successo per diversi allestimenti negli Stati Uniti e produzioni di alto rilievo sono andate in scena a Chicago (2012), Washington (2012-2013), Filadelfia (2015), Venice (2016) e Berkeley (2018). La pièce è diventata inoltre una scelta popolare per le compagnie amatoriali, soprattutto studentesche ed universitarie.